# Julien Mortier
Pour les articles homonymes, voir Mortier.
Julien Mortier (né le 20 juillet 1997, à Tournai) est un coureur cycliste belge, membre de l'équipe Geofco-Doltcini Materiel-velo.com.

## Biographie
En 2017, Julien Mortier intègre l'équipe continentale wallonne Color Code-Arden'Beef pour ses débuts espoirs (moins de 23 ans). Bon grimpeur, il termine notamment septième du Grand Prix des Marbriers et huitième du Circuit de Wallonie. 
En 2017, il se classe cinquième du championnat de Belgique espoirs, sixième de Paris-Tours espoirs et neuvième de Liège-Bastogne-Liège espoirs. Il devient également stagiaire chez WB-Veranclassic-Aqua Protect durant l'été. Sous les couleurs de cette formation, il se distingue en prenant la septième place de la Course des raisins. 
Il passe professionnel à partir de 2018 chez WB-Aqua Protect-Veranclassic; il y reste trois saisons.

## Palmarès
- 2016
  - 2e du championnat de Wallonie sur route
- 2017
  - 3e du Grand Prix de Geluwe

## Classements mondiaux
| Année                                 | 2016  | 2017  | 2018  | 2019  | 2020  |
| ------------------------------------- | ----- | ----- | ----- | ----- | ----- |
| Classement mondial                    | 1922e | 1154e | 1767e | 1237e | 1044e |
| UCI Europe Tour                       | 1277e | 739e  | 1516e | 860e  | 811e  |
|                                       |       |       |       |       |       |
| Légende : nc = non classéSource : UCI |       |       |       |       |       |